# Kabupaten Lampung Timur
Kabupaten Lampung Timur är ett kabupaten i Indonesien.   Det ligger i provinsen Lampung, i den västra delen av landet, 180 km nordväst om huvudstaden Jakarta. Antalet invånare är 998 257.